# 銅輪太子
銅輪太子（どうりんたいし / トンニュンテジャ、生年不詳 - 572年）は新羅の第24代王真興王の長男。母は朴氏の思道夫人。第26代王真平王の父。
566年に太子に立てられるが、572年3月に父に先立ち亡くなった。

## 家族
- 祖父（父方）：立宗葛文王金仇珍（第23代国王、法興王の弟。）
- 祖母（父方）：只召太后（法興王の娘。）
- 父：真興王　第24代国王
- 母：思道王后
- 弟：真智王　第25代国王
- 弟：金仇輪（第30代国王、文武王の王妃である慈儀王后の父方の祖父。）
- 正室：万呼夫人（立宗葛文王金仇珍の娘で真興王の妹。父方の叔母に当たる。）
  - 長男：真平王　第26代国王
    - 孫：天明公主
      - 曾孫：武烈王　第29代国王

    - 孫：善徳女王　第27代国王
    - 孫：善花公主（百済第30代国王、武王の王妃。『三国遺事』にのみ記載）
      - 曾孫：義慈王　百済第31代国王

  - 次男：金伯飯
  - 三男：真安葛文王金国飯（『三国遺事』のみの系図であり、『三国史記』では父方の叔父。）
    - 孫：真徳女王　第28代国王
- 側室：美室（第2代風月主、未珍夫と母の姉の妙道夫人の娘。母方の従姉妹に当たる。）
  - 娘：艾松公主